# Bibiche
Bibiche (deutsch Bibisch) ist eine französische Gemeinde mit 433 Einwohnern (Stand 1. Januar 2022) im Département Moselle in der Region Grand Est (bis 2015 Lothringen). Sie gehört zum Arrondissement Forbach-Boulay-Moselle und zum Kanton Bouzonville.

## Geographie
Der Ort liegt in Lothringen im Grenzgebiet zum deutschen Saarland, 45 Kilometer nordöstlich von Metz, zwanzig Kilometer nördlich von Boulay-Moselle (Bolchen) und  sechs Kilometer nordwestlich von Bouzonville (Busendorf) sowie etwa 25 Kilometer östlich von Thionville (Diedenhofen) und 20 Kilometer westlich von Saarlouis. Der gleichnamige Bach Ruisseau de Bibiche (deutsch Bibischer Bach) entspringt im Gemeindegebiet und mündet nach knapp sieben Kilometern als linker Zufluss in die Nied.
Nachbargemeinden von Bibiche sind Waldweistroff (Waldweisdorf) im Norden, Flastroff (Flasdorf) und Colmen (Kolmen) im Nordosten, Filstroff (Filsdorf) im Osten, Chémery-les-Deux (Schemmerich) im Süden, Menskirch (Menskirchen) im Westen sowie Saint-François-Lacroix (Sankt Franz-Kreuz) im Nordwesten.

## Geschichte
Das Dorf gehörte früher zum Herzogtum Lothringen und soll erst in der zweiten Hälfte des 17. Jahrhunderts auf einer Rodungsfläche entstanden sein. Es besteht aus den beiden vereinigten Weilern Groß- und Klein-Bibisch. Der ursprüngliche Name Bibers Heim bezieht sich auf eine einst am Bibicher Bach vorhandene beachtliche Biber-Population, was sich heute auch im Gemeindewappen widerspiegelt. Der Ort wurde im Dreißigjährigen Krieg fast völlig verwüstet.
Durch den Frankfurter Frieden vom 10. Mai 1871 kam die Region an das deutsche Reichsland Elsaß-Lothringen, und das Dorf wurde dem Kreis Bolchen im Bezirk Lothringen zugeordnet. Die Dorfbewohner betrieben Getreide- und Weinbau sowie Viehzucht.
Nach dem Ersten Weltkrieg musste die Region aufgrund der Bestimmungen des Versailler Vertrags 1919 an Frankreich abgetreten werden. Im Zweiten Weltkrieg war die Region von der deutschen Wehrmacht besetzt.

### Bevölkerungsentwicklung
| Jahr      | 1962 | 1968 | 1975 | 1982 | 1990 | 1999 | 2008 | 2019 |
| Einwohner | 347  | 331  | 362  | 353  | 344  | 356  | 430  | 445  |

## Sehenswürdigkeiten
- Kirche St. Laurent aus dem 18. Jahrhundert
- Kapelle Mariä Heimsuchung im Ortsteil Rodlach

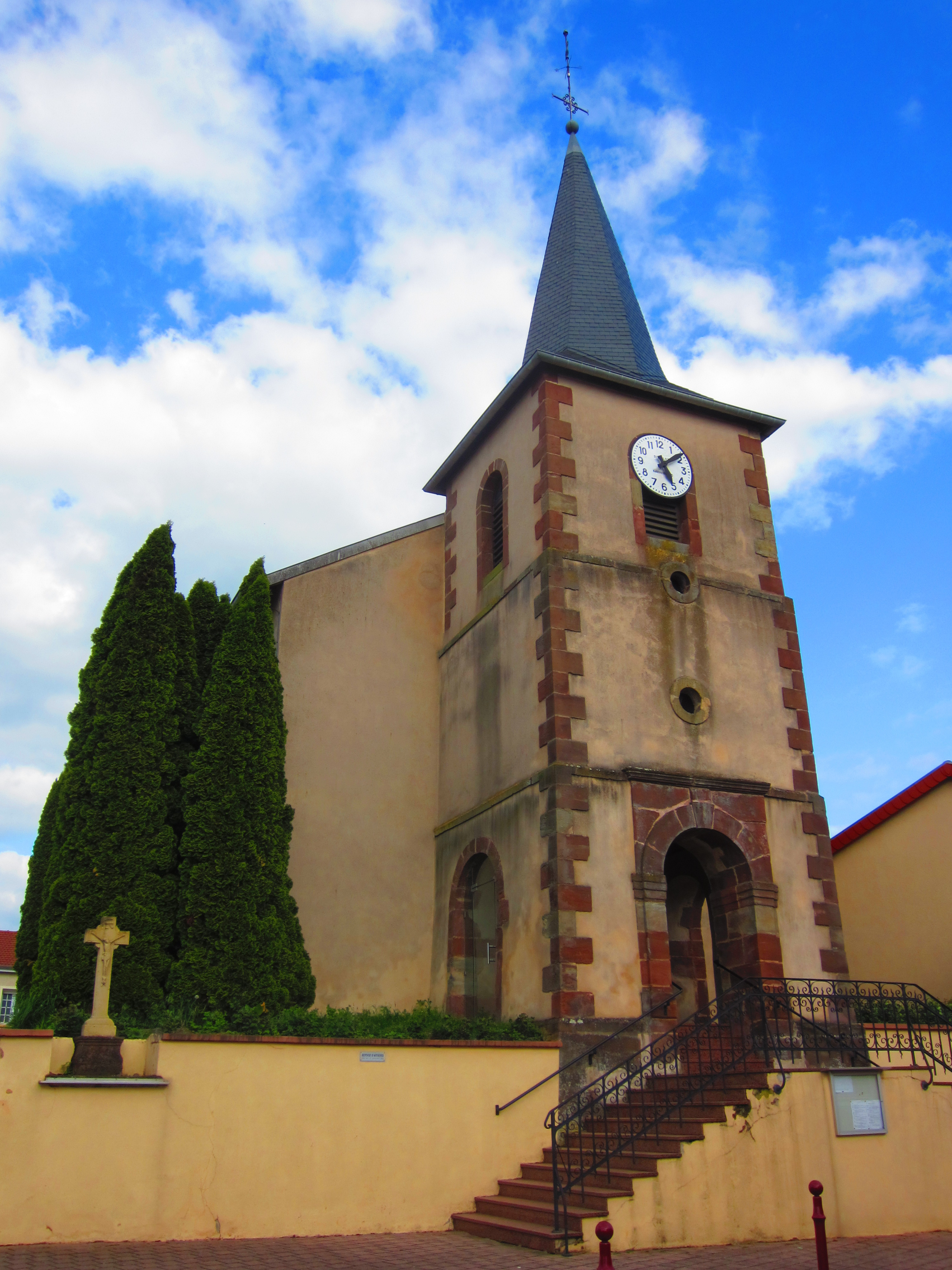
Kirche St. Laurent
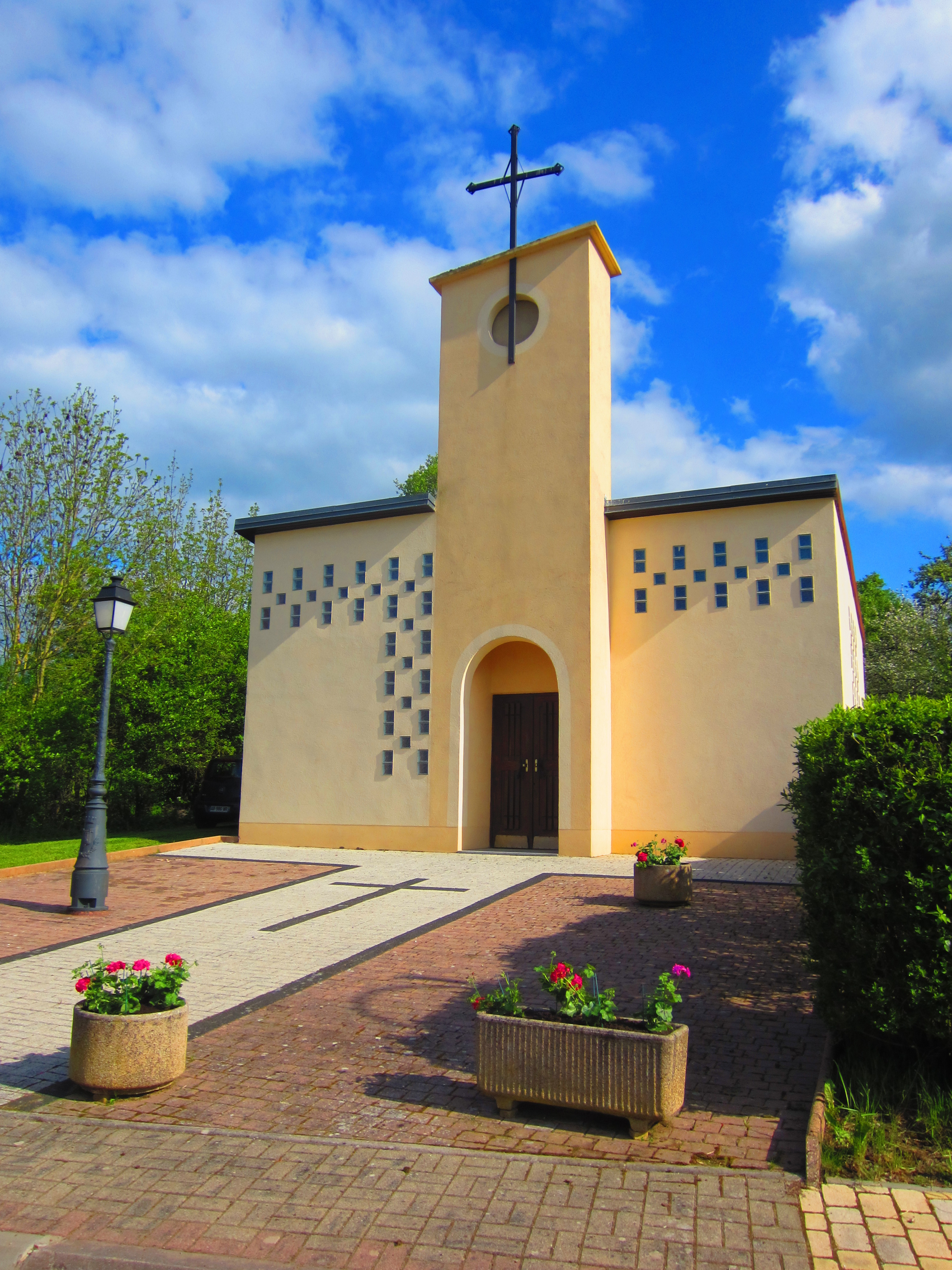
Kapelle Mariä Heimsuchung